# Monedas de Grecia

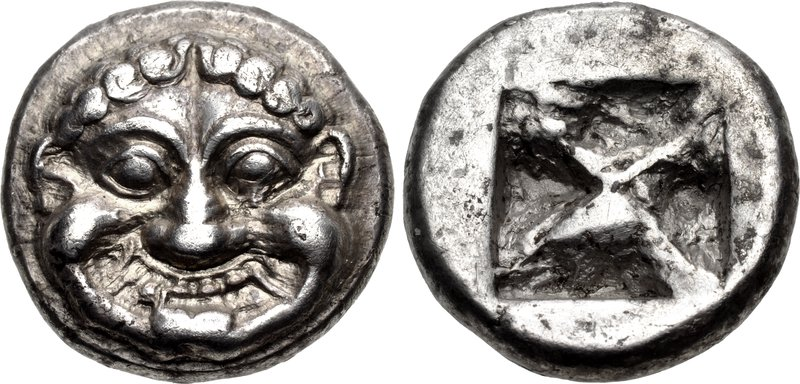
Las primeras monedas de Atenas, c. 545-525/515 a. C. Anv. Gorgona. Rev. Cuadrado incuso.

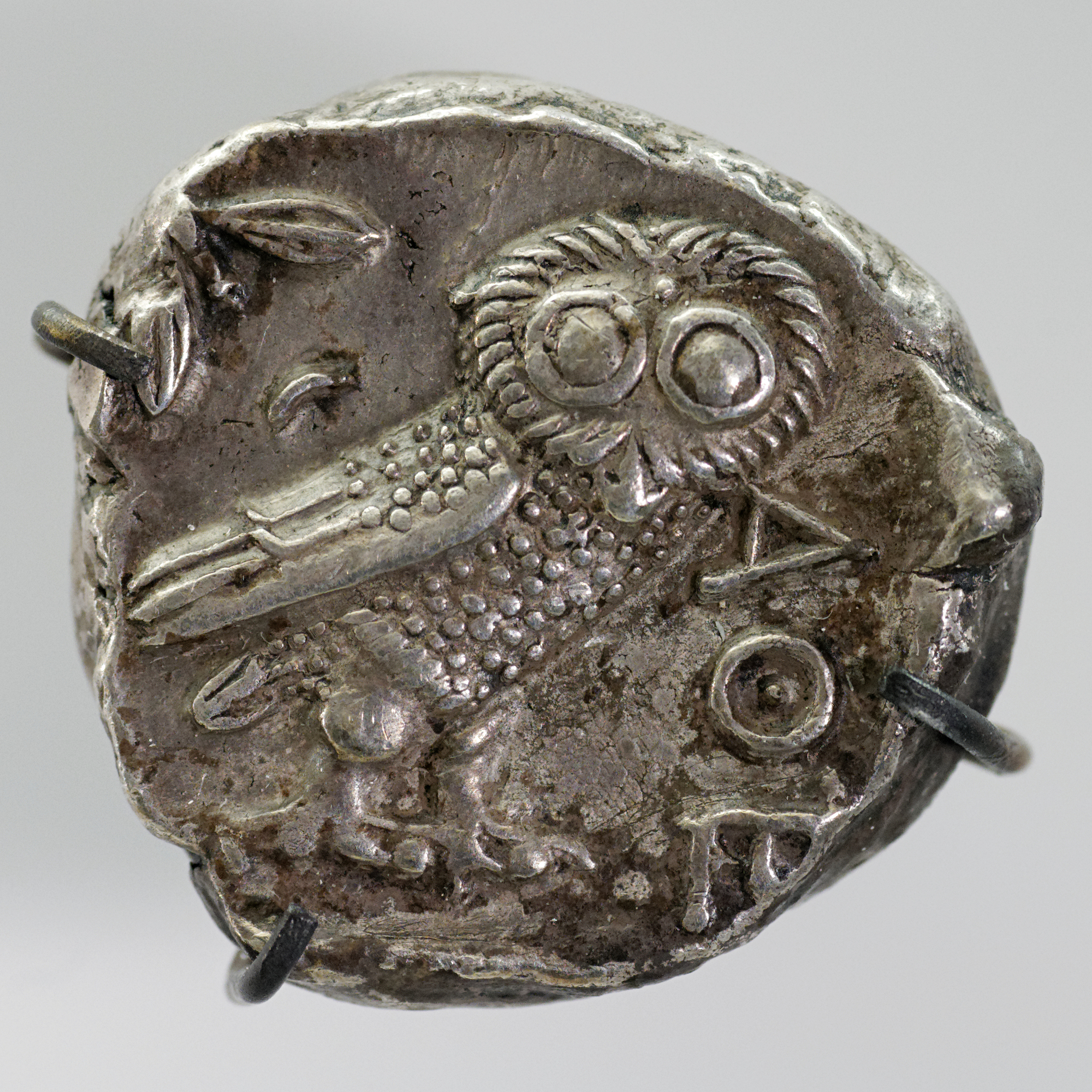
Tetradracma de plata acuñado en Atenas, hacia el 450 a. C., reverso: mochuelo (emblema de la diosa Atenea, protectora de la ciudad) a la derecha y cabeza de frente, rama de olivo y luna creciente, inscripción ΑΘΕ, abreviatura de la palabra ΑΘHNAIΩN que puede ser traducida como «procedente de Atenas».

Las monedas fueron inventadas en Asia Menor,  en lo que hoy es el noroeste de Lidia, hacia el 620 a. C. (fueron inventadas independientemente en Antiguo Egipto hacia el 600 a. C.). Las monedas pronto se extendieron a las polis (poleis, ciudades estado) independientes de Jonia en la costa egea, y desde allí al resto del mundo griego, el cual se extendía en aquella época desde el mar Negro hasta Sicilia y el sur de Italia.
La historia de las antiguas monedas griegas puede dividirse (como en otras formas de arte griego), en tres periodos, el arcaico, el clásico y el helenístico. Los expertos aún debaten si incluir al período bizantino como parte de la historia griega o romana, incluyendo todo su arte, y también sus monedas.
El periodo arcaico se extiende desde la introducción de la moneda en el mundo griego sobre el 600 a. C. hasta las guerras médicas sobre el 480 a. C.

El periodo clásico comenzó al terminar el arcaico y terminó con las conquistas de Alejandro Magno sobre el 330 a. C., en que empezó el periodo helenístico, llegando hasta la absorción romana del mundo griego en el siglo I a. C. Las ciudades griegas continuaron acuñando moneda durante varios siglos más bajo gobierno romano: son las llamadas monedas provinciales romanas.

## Técnicas de fabricación

### Fabricación de los cospeles
El primer paso para la fabricación de monedas consiste en obtener metales preciosos. El primero utilizado cronológicamente para acuñar monedas es el electro, una aleación de oro y plata; las monedas de oro y plata aparecen alrededor del año 550 a. C.. y las de bronce aparecen a finales del siglo V a. C. El metal debe ser refinado para lograr la fineza requerida. En los períodos arcaico y clásico se utilizaron metales de muy buena calidad, por encima de 980/1000e. Durante el período helenístico los metales son a menudo adulterados; por ejemplo, las monedas de plata de los Seleúcidas y Ptolomeos alcanzaron hasta el 50% de cobre en el siglo I d. C.
El metal es entonces cortado en cospeles, que soportarán el golpe. Para ello se pueden utilizar varias técnicas. Las monedas más antiguas encontradas tienen una forma irregular y abovedada; probablemente se trate de grandes gotas de metal fundido vertidas sobre una superficie plana y dejadas enfriar. También es posible, como en el caso de Atenas, cortar en discos, con unas cizallas, una barra de metal previamente moldeada con un martillo en discos con tijeras; el cospel se aplana entonces con un martillo. La forma rectangular de algunas piezas indogriegas se debe probablemente a una variante de este método, consistente en cortar el cospel de una hoja de metal. La técnica más común es fundir el metal en moldes. Se han encontrado moldes de piedra caliza en Pafos, que permitían la fundición de moldes en "ristras" en las que los huecos se conectaban por pequeños conductos. Una vez que el metal se había enfriado las tiras de metal que conectaban una pieza con otra debían ser cortadas y luego limadas. Muchas piezas tienen pequeños defectos (clavos de fundición mal limados, púas en el borde, cuentas) que permiten identificar la técnica utilizada para producir los cospeles.
Una vez que el cospel se ha formado, debe ser pesado. En el caso de las monedas de oro, y probablemente también en el de las de plata, la comprobación se hace pieza por pieza; las monedas de bronce se pesan a granel: simplemente se comprueba el número de monedas correspondientes a un peso determinado. Las monedas que son demasiado pesadas se recortan.

### Las monedas

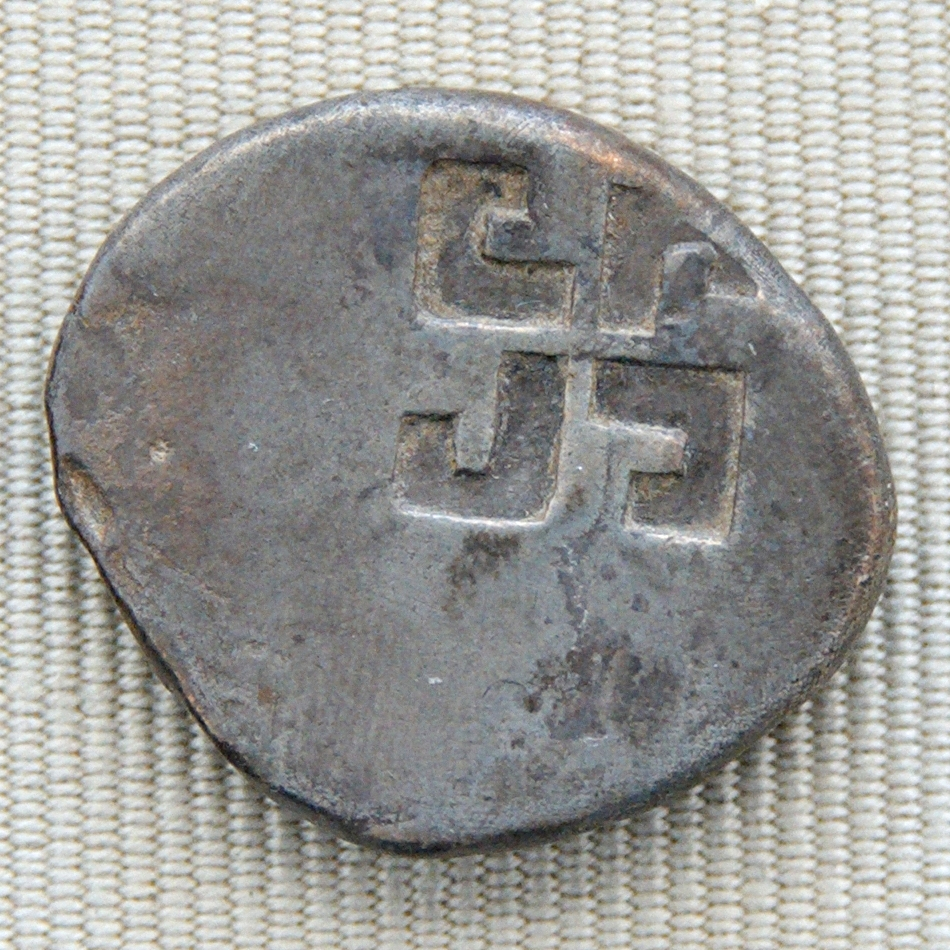
Reverso de un tetradracma corintio, circa 515 AC: cuadrado hueco

La acuñación se hace por medio de matrices grabadas en huecos, los troqueles, que llevan los tipos  (motivos) monetales. Para cada moneda se requieren dos, una en el lado derecho (o anverso) y otra en el reverso. Algunos inventarios que mencionan herramientas de acuñación muestran que el número de troqueles de reverso es mayor que el número de troqueles de anverso, porque están más desgastados. Pocos troqueles se han conservado ya que eran destruidos después de su uso para evitar la falsificación, o regrabados para su reutilización. Además es difícil distinguir entre las copias auténticas de las falsificaciones antiguas o modernas, que se utilizaron para producir imitaciones de monedas antiguas. A principios del siglo XX, el falsificador Constantin Christodoulos produjo más de 500 tipos de monedas, algunas de cuyos troqueles, recuperados en 1991, permanecen hoy en manos privadas.
Los troqueles estaban hechos de bronce, acero o hierro. Su grabado requiere un cierto saber hacer, ya que se trata de un grabado en hueco, sobre una superficie reducida y sin herramientas de aumento óptico, de tipo monetal a veces muy complejo. Muy pocos artesanos firmabvan sus obras; el principal caso conocido es el de Evaineto, autor de un tipo de decadracma de plata que representa la cabeza de la ninfa Aretusa rodeada de delfines. El tipo de moneda elegido por el poder emisor es de gran estabilidad a través de los tiempos y deja poca libertad de expresión al grabador. Las ciudades retoman su episema (signo distintivo): el mochuelo (Athene noctua) para Atenas, la manzana (mēlos en griego) para la isla de Milos, Pegaso para Corinto, la espiga de trigo para Metaponto, la tortuga para Egina, etc. Originalmente, solo se grabó el troquel del anverso (dormido). El troquel del reverso (móvil) es un simple punzón, diseñado para mantener el cospel en su lugar durante el proceso de acuñación; su impresión es una especie de cuadrado hueco, característico de las monedas arcaicas. Una preocupación similar explica probablemente la aparición de los "grètis" (una cuenta de pequeños granos levantados que rodean la moneda) a la derecha: se trata de impedir la fuga de metal en los lados.
Además del tipo principal, muchas monedas tienen pequeñas marcas en hueco. Los grafitis, inscritos o grabados a mano, son probablemente marcas de propiedad añadidas por el propietario en monedas destinadas a ser atesoradas. Los sellos, en cambio, se imprimen con un solo punzón; los motivos varían desde formas simples (media luna, cruz) hasta elementos decorativos elaborados (Trisqueles, cabezas humanas, etc.). Se desconoce su función exacta; tal vez fueron utilizados por cambistas o contables.

### Acuñación

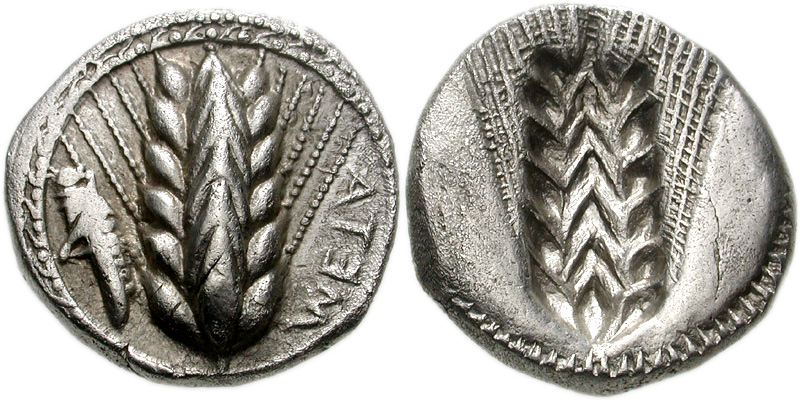
Moneda de plata de Metaponto, circa 470-440 a. C.; anverso: espiga de trigo en alto relieve, con el reverso incuso.

Las monedas griegas se acuñaban a macuquina, siendo la fundición excepcional. El troquel del anverso se colocaba en un yunque. El acuñador sostenía en la mano izquierda (si se es diestro), el troquel del reverso, que tenía el mismo diámetro que la moneda que se va a producir, y en la mano derecha un martillo. Golpear, por lo tanto, consistía en colocar un cospel sobre el troquel del anverso, posicionar el ajuar en el otro lado, y luego golpear. En algunos casos especiales, sobre todo en la Magna Grecia, las cospeles se grababan en relieve, produciendo monedas con una impresión en hueco; estas se conocen como monedas incusas. Varias ciudades cercanas, como Tarento, Metaponto y Síbari, produjeron monedas del mismo tipo por ambas caras, una en relieve y la otra en hueco.
La operación requería cierto cuidado por parte del acuñador: en primer lugar, el eje del cospel del reverso debía estar alineado con el del anverso. En segundo lugar el proceso de golpeo real requería fuerza y precisión, especialmente porque un solo golpe no siempre era suficiente para obtener una buena impresión. Si el cospel o el reverso se deslizaba durante el proceso de acuñación, la moneda terminaría con dos (o más) impresiones ligeramente desplazadas. Si el troquel del reverso no estaba bien vertical, el golpe podía desplazar el troquel del anverso: el tipo quedaba entonces descentrado. También sucedía, pero más raramente, que una moneda permanecía pegada en la troquel del reverso sin el conocimiento del que la abre y golpea el siguiente cospel, que se encontraba incuso accidentalmente.

## Período arcaico (hasta c. 480a.C.)

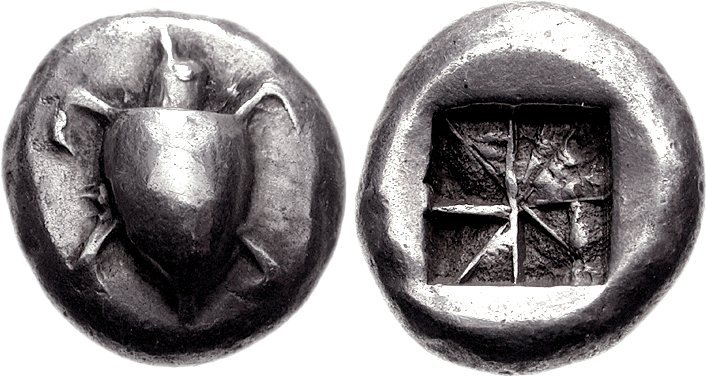
Estátero de Egina (12,30 g), 550–530 a. C. Anv. Tortuga marina. Rev. Cuadrado incuso con ocho secciones.

En el período arcaico, las monedas fueron verdaderamente voluminosas pero más tarde fueron normales. Eran principalmente pequeños trozos de forma de judía, de oro o de plata, estampadas con diseños geométricos o símbolos indicativos de su ciudad de origen. Las técnicas de acuñación mejoraron, las monedas más estandarizadas eran discos planos, y lo convencional era la representación del dios patrono o diosa que la ciudad hubiera establecido como emisión. Símbolos de animales como el mochuelo (muchas veces traducido como “lechuza”) de Atenas llegaron a ser populares.

## Período clásico (480-323a.C.)

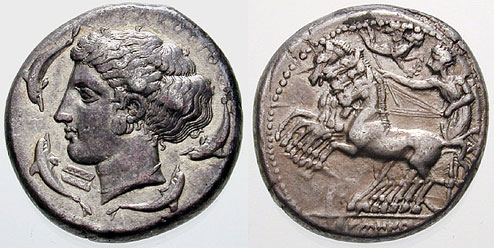
Tetradracma siracusano (c. 415-405 a. C.) Anv. Cabeza de la náyade Aretusa, rodeada de cuatro delfines nadando y un timón. Rev. Cuadriga en carrera, con su auriga coronado por la diosa Niké.

Durante el período clásico, la moneda griega alcanzó un alto nivel de calidad técnica y estética. Las grandes ciudades comerciales produjeron una amplia gama de monedas de plata y oro, la mayoría con la efigie de su dios o diosa patrón o de un héroe legendario en una cara y el símbolo de la ciudad en la otra. Algunas monedas empleaban un juego de palabras visual: en algunas monedas de Rodas aparecía una rosa, ya que la palabra griega para rosa es rhodon. También comenzó el uso de inscripciones en las monedas, normalmente el nombre de la ciudad emisora.
Las ciudades más ricas de Sicilia produjeron algunas monedas especialmente finas. Muchos coleccionistas consideran que la gran moneda de plata de 10 dracmas ("decadracma", decadrachm) de Siracusa es la más bella del mundo antiguo. Las emisiones siracusanas eran bastante estándares en sus impresiones, una cara con la cabeza de la ninfa decadrachm y la otra normalmente con una cuadriga victoriosa. Los tiranos de Siracusa eran fabulosamente ricos, y parte de su política de relaciones públicas consistía en financiar cuadrigas para la carrera olímpica de cuadrigas, una empresa especialmente costosa. Como a menudo podían financiar más de una cuadriga a la vez, eran frecuentes vencedores de este prestigioso evento. Siracusa fue uno de los epicentros del arte numismático durante el periodo clásico. Dirigida por los grabadores Kimon y Euainetos, Siracusa produjo algunos de los mejores diseños de monedas de la Antigüedad.
Entre los primeros centros que produjeron monedas durante la colonización griega del sur de Italia continental (Magna Grecia) se encuentran Paestum, Crotona, Síbaris, Caulonia, Metaponto y Tarento. Estas antiguas ciudades empezaron a producir monedas entre los años 550 y 510 a. C.

## Período helenístico (323–31a.C.)

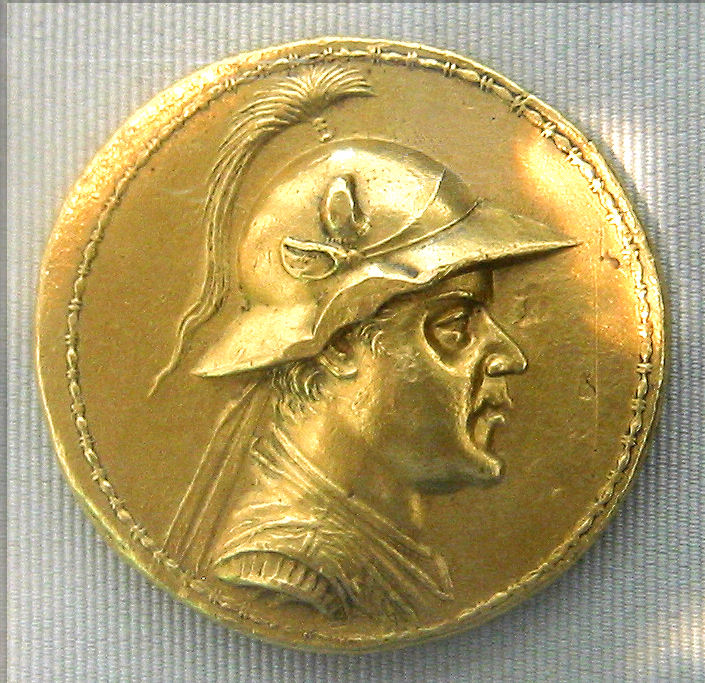
Estátero de oro de Eucrátides I, equivalente a 20 dracmas, la moneda más grande acuñada en la antigüedad.

El período helenístico se caracterizó por la extensión de la cultura griega a gran parte del mundo conocido. Reinos y también más al este hasta Afganistán y el noroeste de la India. Los comerciantes griegos extendieron las monedas griegas a través de esta vasta área, y los nuevos reinos pronto empezaron a acuñar monedas. Puesto que dichos reinos eran más grandes y ricos que las ciudades estado griegas del periodo clásico, sus monedas eran fabricadas en grandes cantidades, de mayor tamaño y más frecuentemente de oro. Pero a menudo carecían de la delicadeza estética de las monedas del primer periodo.
Aun así algunas monedas greco-bactrianas, y aquellas que les sucedieron en la India, las indo-griegas, están consideradas los más bellos ejemplos del arte numismático griego, con «una bonita mezcla de realismo e idealización», incluyendo las grandísimas monedas acuñadas en el mundo helenístico: la moneda más grande de oro fue acuñada por Eucrátides I (que reinó del 171–145 a. C.) y la más grande de plata por el rey indo-griego Amintas (que reinó de c. 95–90 a. C.). Los retratos "muestran un grado de individualidad nunca igualado por las a menudo insulsas descripciones de sus contemporáneos del lejano oriente" (Roger Ling, "Greece and the Hellenistic World").
El rasgo más llamativo de las monedas helenísticas era la utilización de retratos de gente viva, concretamente de los mismos reyes. Esta práctica comenzó en Sicilia, pero fue desaprobada por los otros griegos como muestra de hibris (soberbia). Pero los reyes del Egipto ptolemaico y Siria seléucida no tenían tantos escrúpulos, y emitieron magníficas monedas de oro adornadas con sus propios retratos, con los símbolo de su estado en el reverso. Los nombres de los reyes están con frecuencia en la moneda. Esto estableció un modelo para las monedas que ha persistido desde aquella época: un retrato de un rey o gobernante, usualmente de perfil y en un llamativa pose heroica, en el anverso, con su nombre al lado, y un escudo de armas u otro símbolo del estado en el reverso.

## Antigüedad Tardía y la Edad Media
Este período abarca desde la fundación de Constantinopla en el 330 hasta la caída de la misma ciudad en 1453. En este hay 2 monedas: El sólido bizantino y el hyperpiron.
El emperador romano Constantino I trasladó la capitalidad del imperio Romano de Roma a Constantinopla, se creó una nueva moneda, llamada sólido o bezante, en reemplazo del áureo, para tratar de equilibrar la economía imperial, cosa que se logró.
En un principio tenía un retrato de Constantino y en el anverso un símbolo pagano, pero con la legalización del cristianismo, este fue reemplazado por una cruz griega o la imagen de un ángel. A partir de Justiniano II Ρινότμητος se esculpía la imagen del emperador reinante y al otro lado una imagen de Cristo.
El sólido bizantino se mantuvo estable a pesar de la inestabilidad política del Oriente cristiano. Fue la moneda de prestigio en Europa Occidental hasta el siglo IX y en Oriente se mantuvo hasta el siglo XI, siendo detenida su producción después de una prolongada devaluación por el emperador Alejo I Commeno. La palabra sólido, en latín solidus, dio origen a las palabras soldado y sueldo en castellano.
El hyperpyron vino a sustituir al ya decadente sólido. Desde la década de 1030 el sólido fue devaluado cada vez más, hasta que en los años 1080, a consecuencia de los desastres militares y las guerras civiles de la década anterior, su contenido de oro se redujo a casi cero. En consecuencia, en 1092, el emperador Alejo I Comneno llevó a cabo una revisión drástica del sistema de acuñación bizantina e introdujo una nueva moneda de oro, el hyperpyron (que significa «muy refinada»).
Esta fue la última moneda acuñada por los griegos antes de la dominación otomana. La última acuñación de hyperpirones fue hecha por el emperador Juan IV Cantacuceno. A partir de ese momento no se acuñarían más monedas debido a la pobreza en la que estaba sumido el imperio, en parte debido a la administración imperial y la pérdida de territorio ante los turcos.
El hyperpyron, al igual que su antecesor el sólido, sufrió múltiples devaluaciones: bajo el Imperio de Nicea, su contenido de oro se redujo gradualmente a 18 quilates, bajo Miguel VIII Paleólogo a 15 y bajo su hijo y sucesor Andrónico II Paleólogo a 12 quilates. Al mismo tiempo la calidad de las monedas se redujo también, y en el siglo XIV su peso estaba lejos de ser uniforme.
La calidad de las monedas decayó con el Imperio Romano de Oriente, especialmente con el hyperpyron, debido a la crisis que experimentó el imperio en esa época  (invasiones Mongola y Turca)

## Antiguas monedas griegas en la actualidad
Las mejores monedas griegas son escasas. Pero los grandes tesoros de monedas griegas están siendo encontrados por toda Europa y el Oriente Medio, y muchas de las monedas más comunes acaban en el mercado, a menudo vía Internet. Las monedas son la única forma de arte de la antigüedad que son duraderas y de las que hay suficientes para estar al alcance de los coleccionistas normales.

## Galería

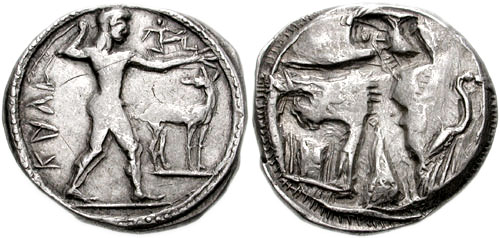
Caulonia: nomos incuso.
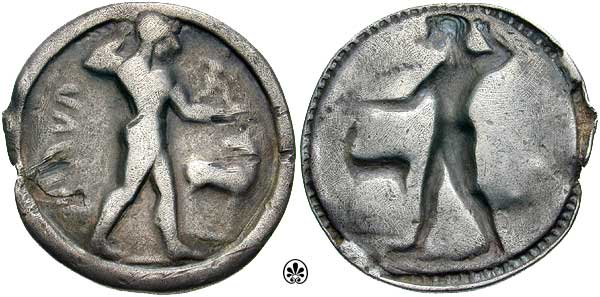
Caulonia.
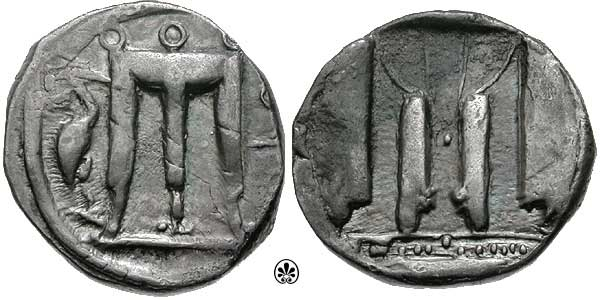
Crotona: nomos incuso.
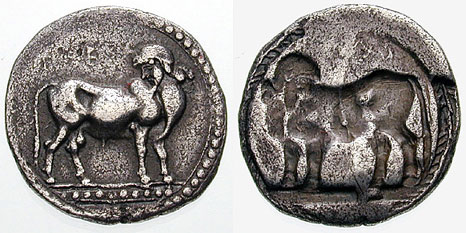
Laos (Lucania): nomos incuso SNG ANS 132
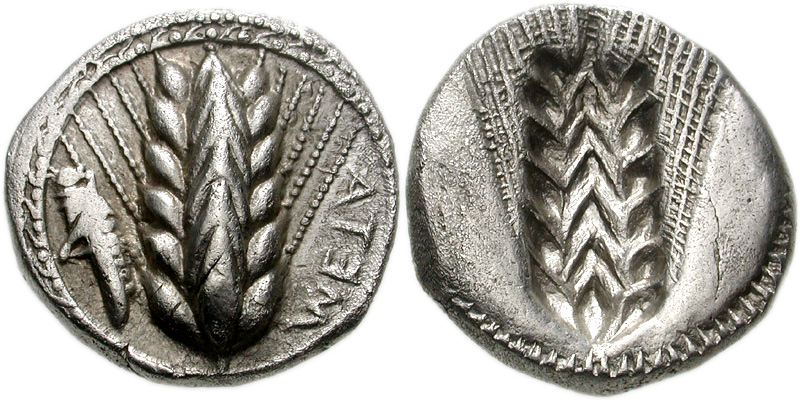
Metaponto:nomos incuso.
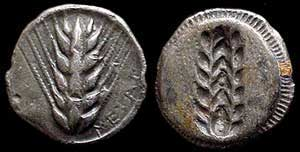
Metaponto: fracción incusa.
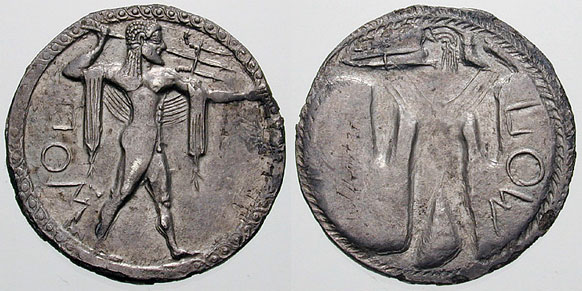
Estátero de Poseidonia (la posterior Paestum)
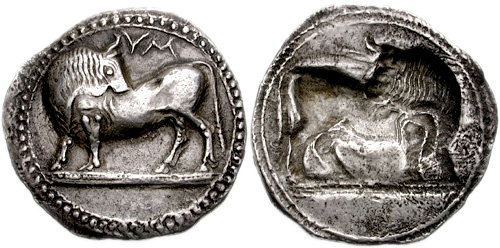
Síbaris: nomos incuso.
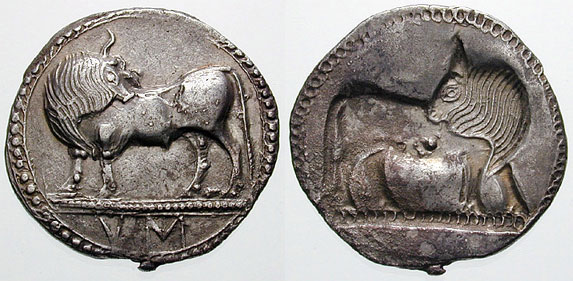
Síbaris.
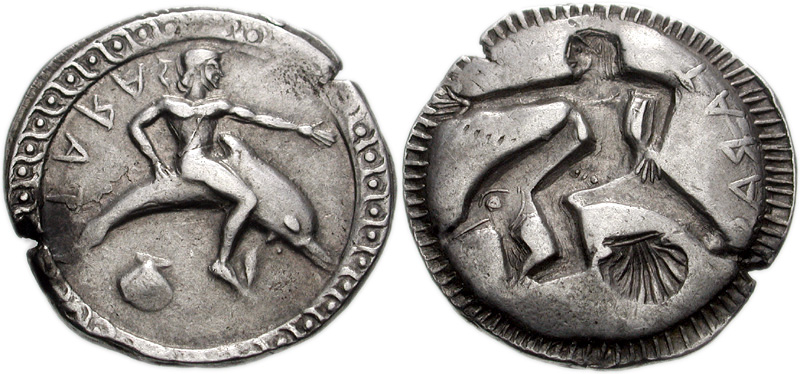
Tarento: nomos incuso.

### Magna Grecia

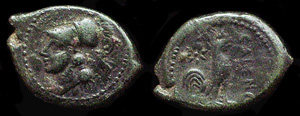
Campania, Cales. Después de 268 adC. Æ 19mm: O// Atenea (o Minerva) a la izquierda. R// CALENO, gallo situado a la derecha, estrella detrás.
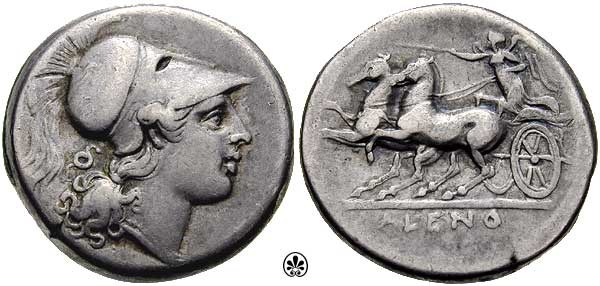
Campania, Cales. c2. 80-268 a. C. Estátero. R// Athena r., in O// Niké en biga; CALENO en el exergo.
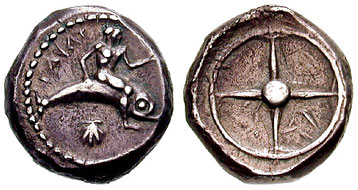
CALABRIA: Tarento. Estátero arcaica
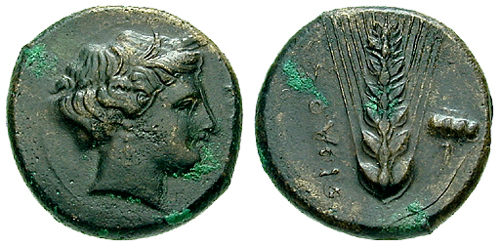
Lucania, Metaponto. Æ Óbolo. Deméter - Cebada
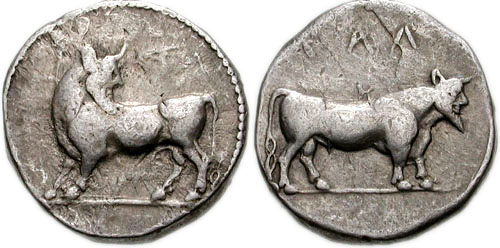
Lucania. Laos (o Laus) AR Estátero: Toro con cabeza de hombre (izquierda)/ Toro con cabeza de hombre girada (derecha)
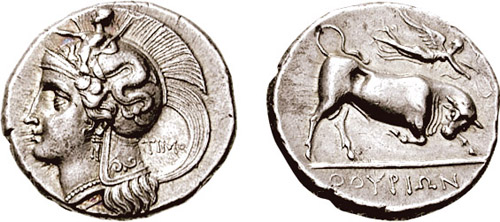
LUCANIA, Turios. AR Estátero. Atenea / Toro embistiendo.
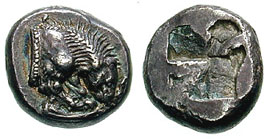
LUCANIA, Velia. AR. Dracma arcaica. O// Parte de un león a la derecha, tearing de ciervo a la izquierda R// Plaza cuatripartita incusa.
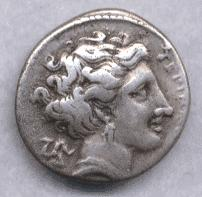
BRUTTIUM: TERINA. Tercio de estátero, AG (2.36 gm). O: ninfa Terina, r.; trisikles detrás. cfr. SNG Oxford 1639
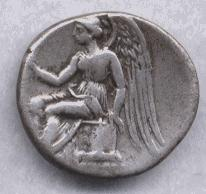
BRUTTIUM: TERINA. Tercio de estátero, AG (2.36 gm). R: Niké alada sentada l., en una estela funeraria. cfr. SNG Oxford 1639
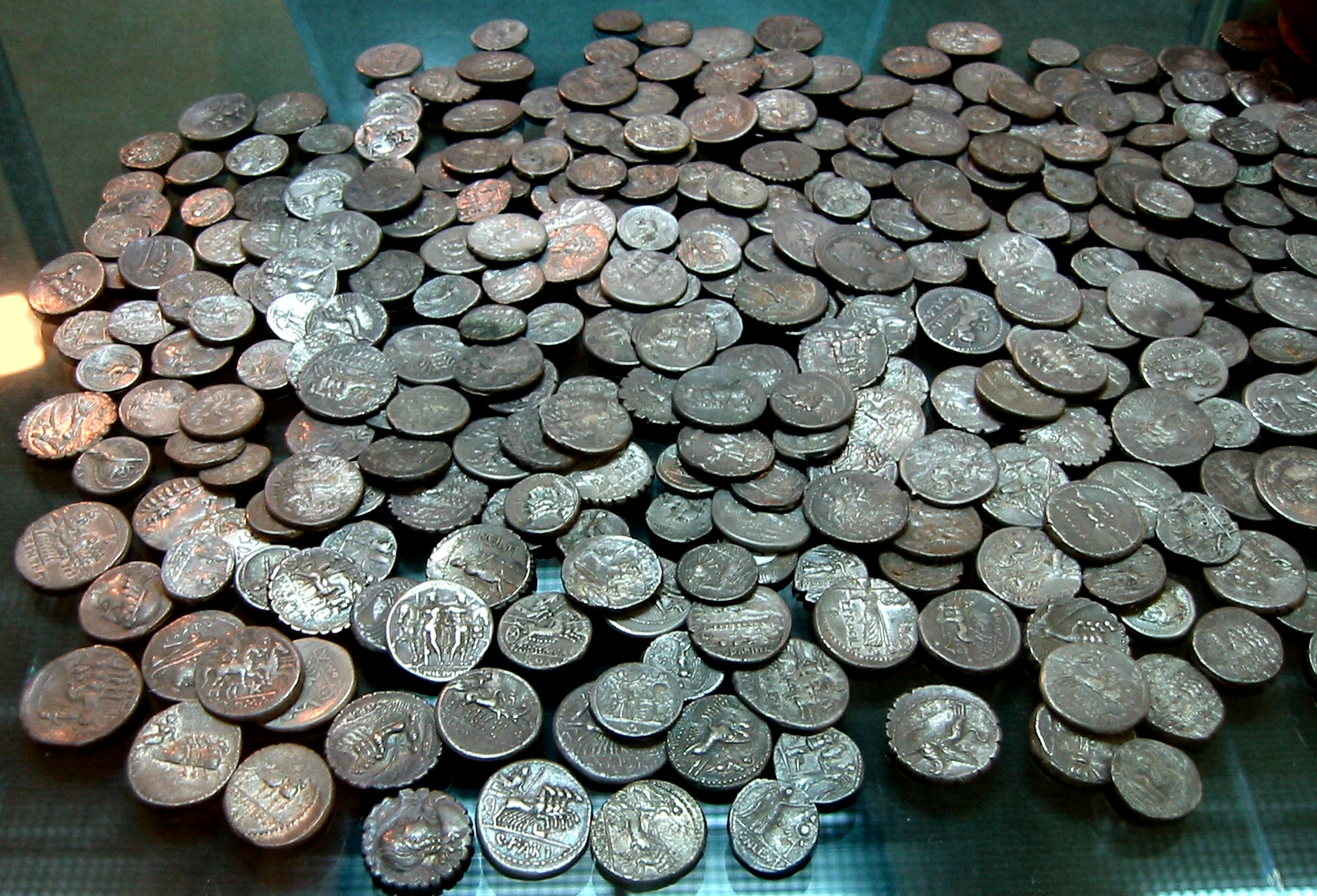
Heraclea, Magna Grecia

### Grecia

#### Iliria

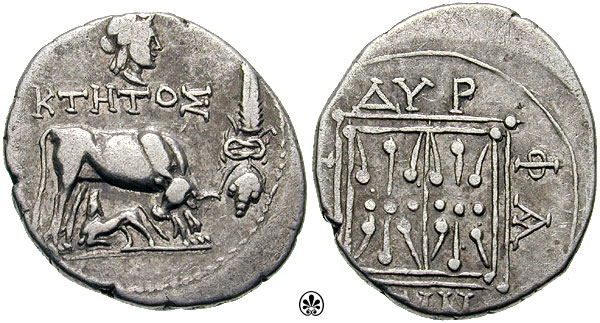
Dyrrachium - Dracma: Magistrados: ΚΤΗΤΟΣ & ΦΑ ΝΙΣ ΚΟΥ
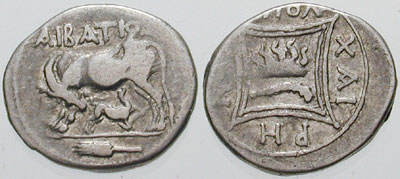
Apolonia - Dracma - Magistrados: AIBATIOS / CARHNOS

#### Ática

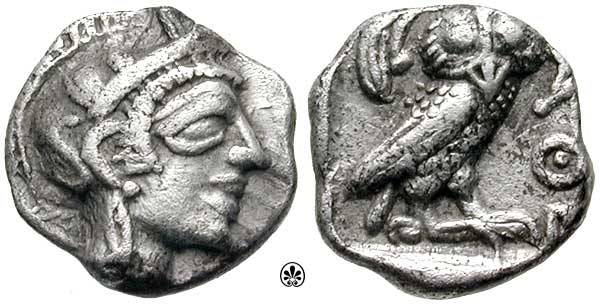
Atenas. Óbolo arcaico.
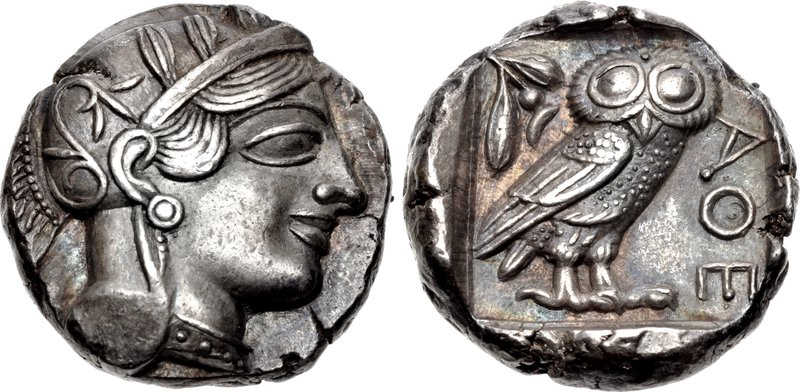
Atenas. Tetradracma Cabeza de Atenea r./ ΑΘΕ, mochuelo r (después del 449 a. C.)
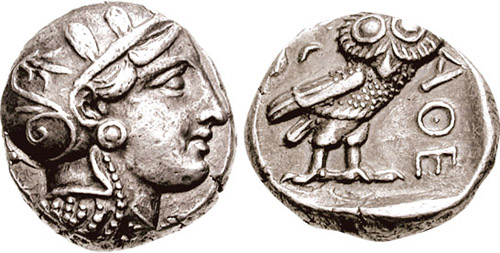
Atenas. Tetradracma Cabeza de Atenea r./ ΑΘΕ, mochuelo r. - Periodo clásico (ca. '393-355 a. C.)
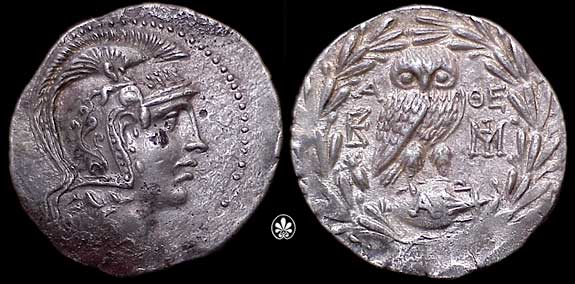
estilo nuevo Tetradracma (152/1 a. C.)

#### Egina

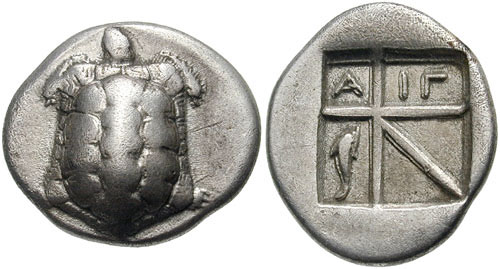
Egina: Dracma. Tortuga de tierra/ Incuso, Α Ι Γ y delfín en los ángulos.

#### Corinto

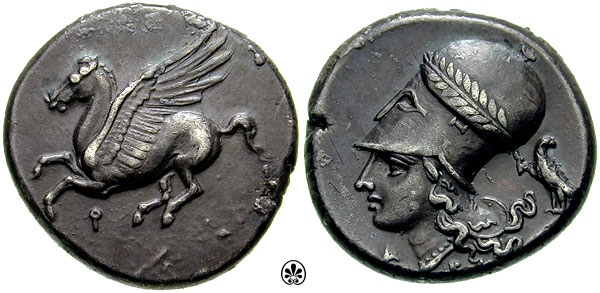
Corinto: Estátero. Pegaso volando l./Cabeza de Atenea l.

### Reinos helenísticos

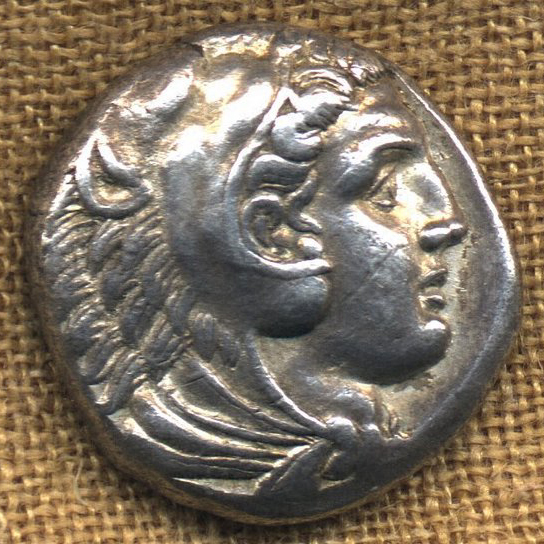
Tetradracma macedonio de Alejando Magno Gr (336-325 a. C.) con la piel de león.